# Takenoko
Takenoko er et brætspil, der er opfundet af den franske spilmand Antoine Bauza og blev udgivet i 2011 af Matagot. I 2012 vandt spillet den franske spilpris "As d'Or - Jeu de l'Année" og den østrigske spilpris Spiel der Spiele i kategorien "Spielehit für Familien" (spilhit for familier). Takenoko kan spilles 2-4 personer og et spil tager omkring 45 minutter.